# Zeusia hyperborea
Zeusia hyperborea is een slakkensoort uit de familie van de Aeolidiidae. De wetenschappelijke naam van de soort is voor het eerst geldig gepubliceerd in 2017 door Korshunova, Zimina en Martynov.